# Платовский сельсовет (Советский район)
Платовский сельсовет — сельское поселение в Советском районе Алтайского края.
Административный центр — село Платово.

## Население
| 1997 | 1998 | 1999 | 2000 | 2001 | 2002 | 2003 | 2004 | 2005 | 2006 |
| ---- | ---- | ---- | ---- | ---- | ---- | ---- | ---- | ---- | ---- |
| 522  | ↗551 | ↘533 | ↗546 | ↗575 | ↘537 | ↘504 | ↘480 | ↘461 | ↗462 |
| 2007 | 2008 | 2009 | 2010 | 2011 | 2012 | 2013 | 2014 | 2015 | 2016 |
| ↘444 | ↘430 | ↗432 | ↗646 | ↘644 | ↗661 | ↗682 | ↗689 | ↘688 | ↗691 |
| 2017 | 2018 | 2019 | 2020 | 2021 |      |      |      |      |      |
| ↘678 | ↗711 | ↗729 | ↗747 | ↘730 |      |      |      |      |      |

По результатам Всероссийской переписи населения 2010 года, численность населения муниципального образования составила 646 человек, в том числе 302 мужчины и 344 женщины.

## Состав сельского поселения
В состав сельского поселения входит один населённый пункт — село Платово.